# Wayne Gretzky
Wayne Douglas Gretzky, OC, "The Great One", född 26 januari 1961 i Brantford, Ontario, är en kanadensisk före detta professionell ishockeyspelare och ishockeytränare som i Nordamerika anses vara den bästa spelaren under sin tid. Gretzky omnämns ofta också som "världens genom tiderna bästa hockeyspelare" av åtskilliga sportjournalister, spelare, coacher och fans, och Total Hockey: The Official Encyclopedia of the NHL kallar Gretzky "den mest framgångsrika spelaren någonsin". Förutom mängder av personliga utmärkelser och rekord är Gretzky den enda spelaren som fått sitt tröjnummer, 99, pensionerat av alla lag i NHL.   
Gretzky blev professionell 1978, 17 år gammal, när han skrev på för Indianapolis Racers i World Hockey Association (WHA) och spelade efter det nästan 20 år i NHL. Där satte han 40 grundsäsongsrekord, 15 slutspelsrekord, sex NHL All-Starrekord, vann fyra Stanley Cup-troféer med Edmonton Oilers, tilldelades Hart Memorial Trophy nio gånger och Art Ross Memorial Trophy tio gånger. Kanadensaren är också den ende spelaren någonsin som har fått ihop över 200 poäng på en enda NHL-säsong, en prestation som han dessutom lyckades med fyra gånger under sin karriär. Utöver detta noterades han för över 100 poäng 15 gånger, 13 av dem i sträck.  
Gretzky avslutade sin spelarkarriär efter säsongen 1998/1999 och var därefter general manager för det kanadensiska ishockeylandslaget under de Olympiska vinterspelen 2002 och 2006. I september år 2000 blev han delägare i Phoenix Coyotes och efter NHL-lockouten 2004/2005 tog han över som coach för laget som han sedan tränade till september 2009.
Han är äldre bror till Brent Gretzky, som även spelade i NHL en kort period.

## De tidiga åren och WHA
Gretzkys farfar immigrerade i början av 1900-talet till Kanada från staden Mahiljoŭ i Vitryssland. Wayne tränades av sin far, Walter Gretzky, och utmärkte sig snart som ett underbarn då han som sexåring spelade med barn i tioårsåldern. Vid 10 års ålder gjorde han 378 mål och 139 assist på 85 matcher – något som resulterade i att den första artikeln om honom skrevs i tidningen Toronto Telegram. Som fjortonåring spelade han med dem i tjugoårsåldern. Han lämnade hemstaden Brantford och skrev kontrakt med sin första spelaragent.
Sam McMaster, tränare för laget Young Nationals, upptäckte Gretzky och tog med honom till Toronto. Där spelade han med spelare som Paul Coffey, Darryl Evans, Tommy MacNamee Jr. och Darren McCarty. McMaster blev senare general manager i Sault Ste. Marie Greyhounds och tog Gretzky med sig.
Vid sexton års ålder spelade Gretzky en säsong i Ontario Hockey League med Sault Ste. Marie Greyhounds. Det var från denna säsong han regelbundet bar tröja nummer 99, detta då idolen Gordie Howes nummer 9 redan användes av Brian Gualazzi och tränaren Muzz MacPherson därpå istället föreslog det dubbla siffertalet.
År 1978 blev Gretzky som sextonåring den yngsta spelaren någonsin i ett JVM vid turneringen i Montréal. Trots att han var JVM:s yngsta spelare utmärkte han sig genom att göra flest mål, bli framröstad till All Star-laget och utses till bästa forward.
National Hockey League (NHL) tillät inte spelare under 18 år att skriva kontrakt men då sådana regler inte fanns hos konkurrerande World Hockey Association (WHA) skrev Gretzky samma år på för spel med dem i laget Indianapolis Racers. Gretzky och lagets ägare Nelson Skalbania skrev under ett sjuårskontrakt värt 1,75 miljoner dollar.
WHA höll på att tappa i anseende och Skalbania förstod att det var en mycket bättre affär att äga den unge Wayne Gretzky än att äga ett WHA-lag. Efter bara åtta matcher av säsongen 1978–1979 insåg Skalbania att han var i behov av pengar och sålde Gretzky till förra partnern Peter Pocklington som ägde WHA-laget Edmonton Oilers. Pocklington och Skalbania kom överens om en övergångssumma på $850 000 vilket även inkluderade två andra Indianapolis-spelare, målvakten Eddie Mio och forwarden Peter Driscoll.
På Gretzkys 18-årsdag, den 26 januari 1979, skrev han på ett 21-årskontrakt med Edmonton värt 4-5 miljoner dollar. Gretzky vann Lou Kaplan Trophy som bästa rookie och slutade på tredje plats i skytteligan (104 poäng) under första säsongen. Det skulle bli hans enda säsong i WHA då Edmonton efter att ha förlorat Avco World Trophy-finalerna mot Winnipeg Jets bytte liga till NHL.

## NHL-karriären
Efter att World Hockey Association lagts ner 1979 gick Edmonton Oilers och tre andra lag med i National Hockey League. Trots att vissa kritiker förutspådde att Gretzky skulle få det betydligt tuffare i denna liga fortsatte han att producera.

### Edmonton

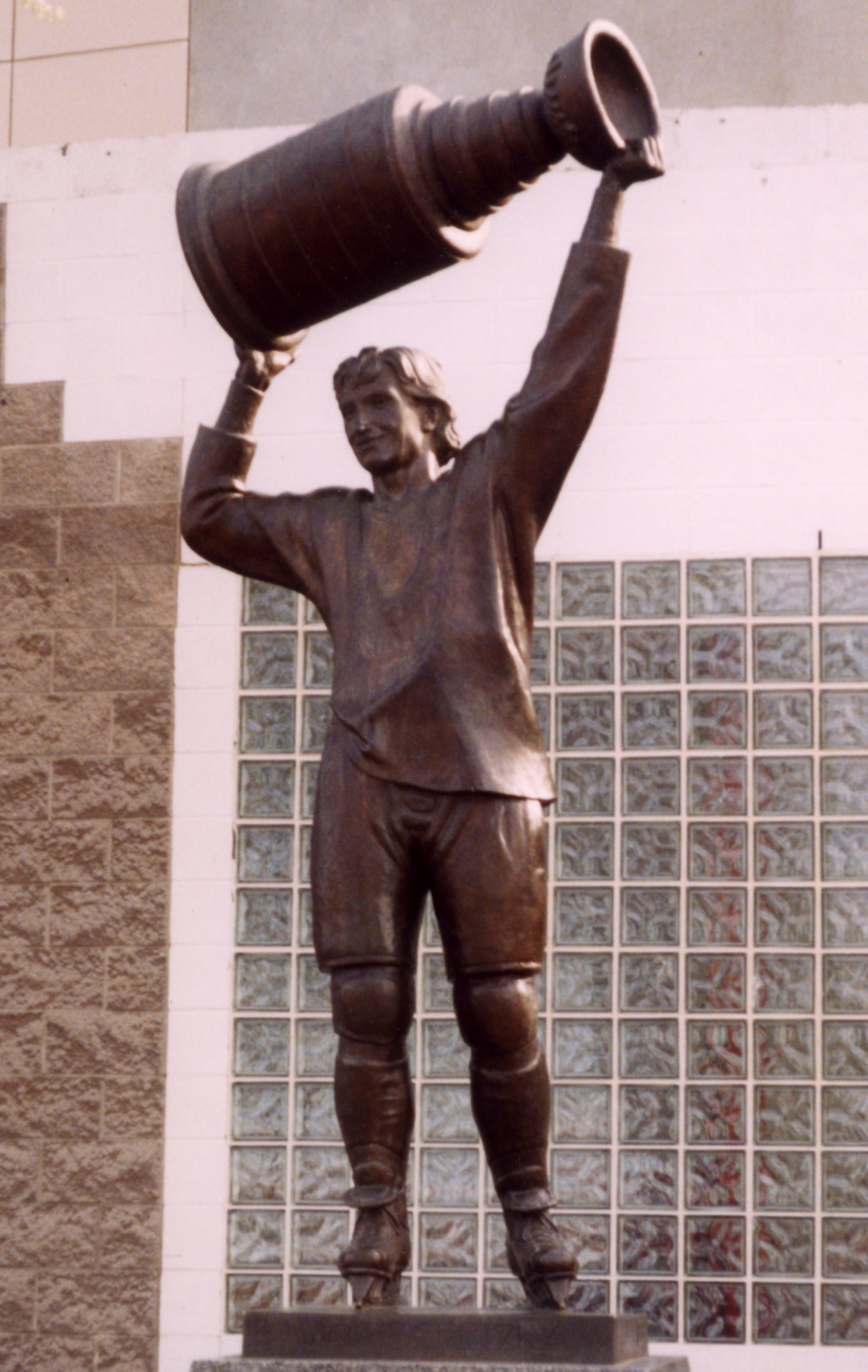
Gretzkys staty vid Rexall Place, Edmonton.

Redan under sin första NHL-säsong 1979/1980 tystade Gretzky kritikerna då han belönades med Hart Memorial Trophy som ligans mest värdefulla spelare, en utmärkelse han kom att vinna ytterligare sju år i rad. Dessutom kom han på delad förstaplats i poängligan med Marcel Dionne på 137 poäng (51 mål och 86 assist) vilket fortfarande är poängrekord för en förstaårsspelare. Då Dionne gjort fler mål än Gretzky belönades denne med Art Ross Trophy som bästa poängplockare. Trots att Gretzky kom på delad förstaplats i poängligan och var den yngsta spelaren någonsin som gjort mer än 50 mål under en NHL-säsong fick han inte motta Calder Memorial Trophy som bästa rookie då han redan spelat ishockey professionellt i WHA. Den regeln ändrades senare.
Framgångarna fortsatte nästa säsong då Gretzky slog både Phil Espositos poängrekord och Bobby Orrs assistrekord för en säsong och slutade på totalt 164 poäng (55 mål och 109 assist). Han mottog Art Ross Trophy för första gången (den första av sju i rad) och vann återigen Hart Memorial Trophy.
Säsongen 1981/1982 lyckades Gretzky göra 50 mål på mindre än 50 matcher, en prestation som endast två spelare före honom, Maurice Richard och Mike Bossy, klarat av. I sin 39:e match för säsongen, den 30 december 1981 mot Philadelphia Flyers, gjorde han fem mål. Det sista kom med bara sekunder kvar av matchen och var hans femtionde mål den säsongen (matchen slutade 7–5 till Oilers). Senare samma säsong, den 24 februari 1982, slog han Espostitos rekord för flest mål under en säsong (76) i en 6–3-vinst mot Buffalo Sabres där han gjorde fyra av Edmontons mål. Han avslutade säsongen 1981/82 på 92 mål, 120 assist och 212 poäng på 80 matcher och blev därmed den första spelaren i NHL:s historia att nå 200 poäng under en säsong. Gretzky blev även den första kanadensaren att bli utsedd till årets manlige idrottare av Associated Press. Han blev också utsedd till årets idrottare 1982 av Sports Illustrated.
De följande säsongerna skulle Gretzky slå sina egna assistrekord tre gånger till (125, 135 och 163 assist) och sitt poängrekord en gång till (215 poäng). Vid slutet av sin karriär i Edmonton Oilers hade eller delade han 49 NHL-rekord vilket också det var ett rekord.
För laget startade inte NHL-karriären lika bra som den gjorde för Gretzky. Edmonton Oilers avslutade WHA-karriären med att sluta på första plats 1978/79 men det skulle ta fyra år innan man var med och kämpade om Stanley Cup. Man hade ett väldigt ungt och starkt lag med forwards som Mark Messier, Glenn Anderson och Jari Kurri, backen Paul Coffey, målvakten Grant Fuhr och Gretzky som kapten. År 1983 tog man sig till Stanley Cup-final men förlorade mot de senaste tre årens vinnare New York Islanders. Året efter mötte Edmonton Islanders i final igen och denna gång vann man sin första Stanley Cup (den första av fem på sju år). Edmonton dominerade NHL i slutet av 1980-talet och vann, med Gretzky i laget, Stanley Cup 1984, 1985, 1987 och 1988 och utan Gretzky 1990. 
Gretzky blev den 25 juni 1984 utnämnd till ledamot av Order of Canada för "enastående bidrag till hockeyn". Då ordensceremonierna alltid ägde rum under hockeysäsongen tog det 13 år, sju månader och två generalguvernörer innan han kunde motta utmärkelsen.

### "Bytet"
Den 9 augusti 1988 skedde ett lika dramatiskt som oväntat byte som ändrade hela dynamiken i NHL då Gretzky, tillsammans med Marty McSorley och Mike Krushelnyski, byttes till Los Angeles Kings i utbyte mot Jimmy Carson, Martin Gelinas, 15 miljoner dollar och Kings förstaval i draften 1989 (Jason Soules), 1991 (Tyler Wright) och 1993 (Jason Arnott). "The Trade" (bytet) som affären kom att kallas upprörde kanadensarna till den grad att politikern Nelson Riis från New Democratic Party krävde att regeringen skulle stoppa den samtidigt som bilder av Oilers ägare Pocklington sattes i brand. Gretzky sågs av vissa kanadensare som en förrädare för att han vänt ryggen åt sin hemstad, sin hemmaprovins och sitt eget land. Samtidigt gick rykten om att orsaken till klubbytet var att Gretzkys fru ville fullfölja sin dröm om en skådespelarkarriär. Andra trodde att det var Pocklington som insisterade på bytet för att själv kunna tjäna på affären. Efter bytet sjönk Gretzkys popularitet i Kanada men det skulle visa sig vara endast temporärt.
Resultatet av Gretzkys flytt till Los Angeles Kings märktes tydligt redan första säsongen, både sportsligt och ekonomiskt med stora ökningar i publik. Kings tog sig till Stanley Cup-slutspel och fick i första omgången möta Gretzkys gamla lag, regerande mästarna Edmonton Oilers. Trots 1–3-underläge i matcher vände Kings och vann slutligen med 4–3 i matcher, mycket tack vare Gretzky själv. Kings slogs dock ut i nästa runda av blivande mästarna Calgary Flames. Trots den relativt tidiga sortin var säsongen en stor succé för laget och för Gretzky personligen. Kings slutade på en fjärde plats i grundserien och hemmaarenan Great Western Forum såldes ut ett flertal gånger. Gretzky kom tvåa i poängligan med 168 poäng (54 mål och 114 assist; vinnaren Mario Lemieux slutade på 199 poäng) och vann sin nionde och sista Hart Trophy. 
Efter att ha tvingats se halva säsongen 1992/1993 från läktaren på grund av en ryggskada kom Gretzky tillbaka och gjorde ett hat-trick i sjunde och avgörande matchen i Campbell Conference-finalen mot Toronto Maple Leafs som tog Kings till deras första Stanley Cup-final. För motståndet stod Montreal Canadiens men trots vinst i första matchen förlorade man de nästkommande fyra och titeln gick till Canadiens. Gretzky hade missat halva säsongen men likafullt blev det den bästa för Kings under hans vistelse där (det var för övrigt enda gången Gretzky inte slutade etta i sitt lags interna poängliga). Trots att man de kommande åren gjorde flera spektakulära spelar- och coachbyten uteblev framgångarna och man kvalificerade sig åter inte för slutspel förrän säsongen 1998. Gretzky hade för länge sedan tröttnat och börjat leta efter en ny klubb. På egen begäran blev han i februari 1996 bortbytt till St. Louis Blues.
Gretzkys vistelse i Kalifornien satte djupa spår i hockeyamerika och i Kalifornien (där folk traditionellt inte varit speciellt hockeyintresserade) startades två nya NHL-lag (Mighty Ducks of Anaheim, numera Anaheim Ducks, 1993 och San Jose Sharks, 1991) – något Gretzky ofta får äran för. År 1990 utnämnde Associated Press honom till decenniets manliga idrottare.

### Ett stopp i St. Louis
Ända sedan St. Louis Blues år 1992 bytte bort Adam Oates hade man letat efter en ny kedjekompis till målmaskinen Brett Hull utan att lyckas. När Blues i februari 1996 bytte bort Patrice Tardif, Roman Vopat, Craig Johnson och ett antal draftval mot självaste Wayne Gretzky trodde alla att Blues gjort ett kap. Succén uteblev dock och på de 31 matcher (grundserie och slutspel) Gretzky spelade med laget gjorde han "endast" 37 poäng. Blues var visserligen nära att nå Conference-finalen när man förlorade den sjunde och avgörande matchen mot Detroit Red Wings på övertid men Gretzky fick aldrig kemin att fungera helt med lagkamraterna och det tänkta radarparet Gretzky-Hull blev aldrig så framgångsrikt som många hade trott. Sommaren samma år skrev Gretzky som free agent på för New York Rangers.

### Återförening i New York

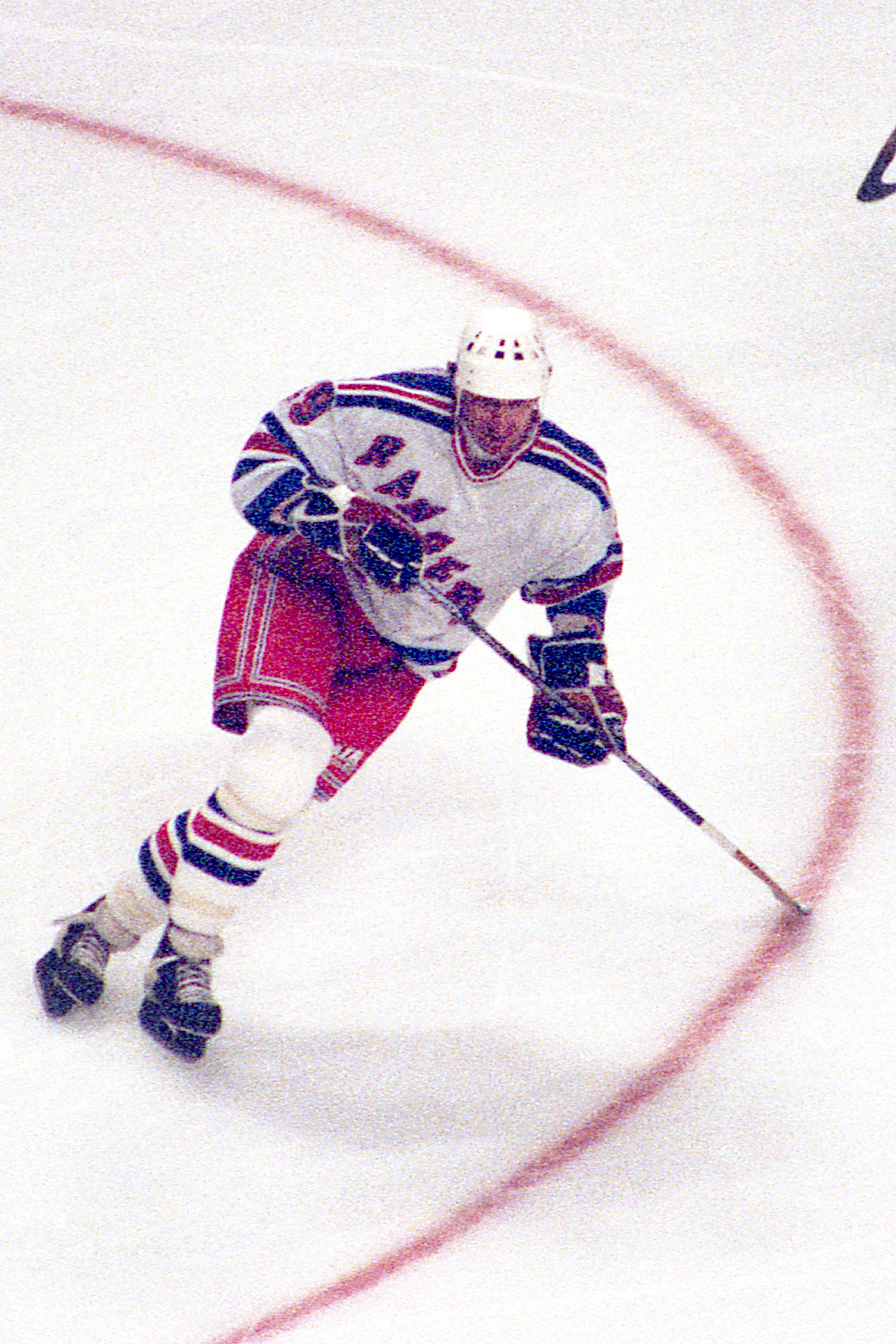
Gretzky i New York Rangers matchdräkt, 1997.

I juni 1996 skrev Gretzky på för Rangers och återförenades därmed med sin gamla lagkamrat från tiden i Oilers, Mark Messier. Det blev tre säsonger i laget innan han avslutade karriären. Höjdpunkten var när Rangers nådde Eastern Conference-finalerna 1997 där man dock förlorade mot Philadelphia Flyers.
1998 samlade tidningen The Hockey News ihop en kommitté av 50 hockeyexperter bestående av före detta NHL-spelare, journalister, TV-bolag, coacher och styrelsemedlemmar för att göra en lista över de 100 bästa spelarna i NHL:s historia. Experterna röstade fram Gretzky som nummer ett – före de en gång så ojämförbara Bobby Orr och Gordie Howe.
Den 16 april 1999 spelade Gretzky sin sista NHL-match på kanadensisk mark. Hans sista match överhuvudtaget kom att bli en 2–1-förlust på övertid mot Pittsburgh Penguins (Jaromir Jagr gjorde det avgörande målet) den 18 april samma år. Gretzky gjorde sin sista poäng i karriären i nämnda match när han assisterade fram Brian Leetch till Rangers mål. I båda dessa matcher blev Gretzky utnämnd till 1:a, 2:a och 3:e "Star of the Game". Han hyllades ytterligare genom att nationalsångernas text i sista matchen ändrades. Istället för att sjunga "O Canada, we stand on guard for thee" under den kanadensiska nationalsången sjöng Bryan Adams "We're going to miss you Wayne Gretzky". Amerikanska nationalsången som sjöngs av John Amirante, ändrades från "the land of the free" till "the land of Wayne Gretzky".
När Gretzky slutade var han den näst sista före detta WHA-spelaren som fortfarande spelade professionell ishockey, den sista kvarvarande var lagkamraten Mark Messier.

## Landslagskarriär
Gretzkys 61 landskamper består till absolut största delen av matcher i Canada Cup, i NHL deltog hans lag oftast i slutspel och OS var under största delen av hans tid som spelare inte öppet för NHL. Hans största meriter från internationell ishockey är tre guld från Canada Cup, 1984, 1987 och 1991.

### Canada Cup 1981
I Canada Cup 1981 mönstrade Kanada ett relativt ungt lag som inkluderade bland annat en 20-årig Wayne Gretzky och 21-åriga Ray Bourque. Trots Gretzkys orutin lyckades han vinna poängligan på 12 poäng (5 mål och 7 assist) på 7 matcher före rutinerade namn som Mike Bossy, Bryan Trottier, Guy Lafleur och Sergei Makarov. Trots detta blev han inte uttagen i turneringens All Star-lag. Gretzky spelade i en mycket produktiv kedja tillsammans med Guy Lafleur och Gilbert Perreault. Kanada tog sig till final där man mötte Sovjetunionen som visade sig vara för starka och krossade kanadensarna med hela 8-1.

### VM 1982
VM i Finland 1982 var det enda världsmästerskapet på seniornivå som Gretzky deltog i. Han vann turneringens poängliga på 14 poäng (6 mål och 8 assist) på 10 matcher, och blev även uttagen till turneringens All Star-lag tillsammans med Bill Barber, vilket var första gången sedan 1968 som två kanadensare kom med i All Star-laget i VM. Kanada tog brons i denna turnering, deras första medalj i VM sedan 1978.

### Canada Cup 1984
Tre år senare var Gretzky i storform i NHL. Han kom från tre säsonger med 212, 196 respektive 205 poäng och revanschlustan var stor. Efter att ha slagit ut Sovjetunionen i semifinalen väntade final mot Sverige. Nytt för den här upplagan av Canada Cup var att finalen avgjordes i bäst av tre matcher. Kanada slog Sverige i två raka matcher och Gretzky vann återigen poängligan: 12 poäng (5 mål och 7 assist) på 8 matcher. 

### Canada Cup 1987
Under Canada Cup 1987 bildade Gretzky tillsammans med Mario Lemieux ett sylvasst anfallspar. Hela Gretzkys femma (med Lemieux, Mark Messier, Ray Bourque och Paul Coffey) bestod av spelare som idag anses som legendarer i ishockeyvärlden. Efter tre rafflande finalmatcher stod Kanada som segrare och Sovjet fick nöja sig med silvret. Första matchen slutade med en 6–5-vinst för ryssarna efter förlängning. Den andra matchen hann gå till femte perioden (två övertidsperioder) innan Lemieux avgjorde med sitt tredje mål, på pass från Gretzky (en av fem assist från honom i matchen). Den tredje och avgörande matchen såg länge ut att gå till förlängning också den när Gretzky och Lemieux kom i ett 2-mot-1 läge med drygt en och en halv minut kvar. Gretzky passade till Lemieux som satte ett handledsskott över axeln på målvakten. Kanada hade vunnit vad som ofta kallas en av de bättre turneringarna i hockeyhistorien. 
Gretzky vann poängligan på hela 21 poäng (3 mål och 18 assist) på 9 matcher; många av assisten var till Lemieux som hamnade tvåa i poängligan på 18 poäng (11 mål och 7 assist). Gretzky blev uttagen i All Star-laget och dessutom utnämnd till turneringens bästa spelare. 

### Canada Cup 1991
Sovjetunionens fall gjorde att Ryssland och Tjeckien kom mycket försvagade till turneringen och Kanada lyckades ta sig till final med bara två ”superstjärnor” i laget, Wayne Gretzky och Mark Messier. Saknades gjorde bland annat Mario Lemieux, Ray Bourque, Steve Yzerman, Adam Oates, Joe Sakic, Patrick Roy och Cam Neely. I finalen besegrade Kanada USA i två raka matcher. Gretzky missade den sista finalmatchen på grund av en cross-checking från USA:s Gary Suter i den första finalmatchen. Trots detta vann han för fjärde gången i rad Canada Cups poängliga, nu med 12 poäng (4 mål och 8 assist) på sju matcher. Han blev även uttagen i All Star-laget.

### World Cup 1996
Canada Cup hade bytts ut mot World Cup. Gretzky var en besvikelse poängmässigt och lyckades för första gången i sin landslagskarriär under turneringar inte göra mer än en poäng per match. Han slutade turneringen på 7 poäng (3 mål och 4 assist) på 8 matcher. Kanada förlorade också överraskande finalen mot ”lillebror” USA med 2-1 i matcher.

### OS i Nagano 1998
Trots avsaknaden av Mario Lemieux, med vilken Gretzky hade gjort succé i Canada Cup 1987, och flera andra storstjärnor var förväntningarna skyhöga på det kanadensiska laget. Efter att ha börjat turneringen mycket starkt blev man dock utslaget efter straffar i semifinalen mot Tjeckien. Många skyllde förlusten på att coachen Marc Crawford lät backen Ray Bourque slå en straff istället för Gretzky. Bronsmatchen förlorade man sedan mot Finland med 3–2 och Gretzky missade således den enda chansen han hade att vinna en OS-medalj som spelare (OS i Nagano var första gången NHL-spelare fick delta i ett OS). Han slutade turneringen på fyra poäng på sex matcher.

## Teknik och skicklighet
Gretzkys dominans genom karriären tillskrevs träningsmängden han lade ner (enligt honom själv 4–5 timmar per dag) och det faktum att han hade mycket av sin förmåga gratis; som ung ett så kallat underbarn. Redan vid 16 års ålder beskrevs han som om han hade "ett magiskt sjätte sinne" i allt han gjorde på isen. Han hade ett bra skott, dribblade bra, passade bra och gav aldrig upp utan kämpade hårt både på offensiv och defensiv planhalva. Han var en spelare som vilken klubb som helst kunde bygga laget kring. Han ansågs ha "ögon i nacken" och hade en benägenhet att "följa upp en checkning".
Gretzky var känd för att placera sig bakom målet i offensiv zon och därifrån leta efter en avgörande passning till en lagkamrat (ofta Jari Kurri under tiden i Edmonton och Luc Robitaille under vistelsen i Los Angeles) eller helt enkelt vika in framför mål och själv lägga in pucken. Området bakom målet var så synonymt med Wayne Gretzky att det ofta refererades till som "Gretzky's office" (Gretzkys kontor) eftersom det var där "han arbetade" och inför karriärens sista match målade man två stora 99:or bakom vardera mål i Madison Square Garden som en hyllning. Om Gretzkys förmåga att styra spelet från området bakom målet sa bland annat legendaren Bobby Orr att han "tänker så långt i förväg" medan Gretzky själv menade att han hade "en känsla för var en lagkamrat ska befinna sig och ofta kan jag vända och passa utan att ens ha tittat efter".

## Efter spelarkarriären
Gretzky valdes den 22 november 1999 in i Hockey Hall of Fame och blev den tionde spelaren i historien att kringgå den regel som sa att en spelare måste vänta i minst tre år efter avslutad NHL-karriär innan han kan bli invald i Hockey Hall of Fame.
Gretzkys klassiska #99 "pensionerades" vid All-Star-matchen 2000 i samtliga lag i ligan; det vill säga ingen skulle få bära nr 99 i något lag i framtiden. Senare samma år blev Gretzky ställföreträdande styrelseledamot och delägare av NHL-laget Phoenix Coyotes och det ryktades också att han skulle ta över som huvudcoach för laget, något som förnekades av både honom själv och de övriga klubbägarna. Detta till trots utnämndes han till coach för Coyotes i augusti 2005. Detta meddelades efter NHL-lockouten 2004/2005, vilket medförde misstankar om att det var ett PR-trick för att få bort fokus från ligans ekonomiska bekymmer. Det fanns dock ingen som ifrågasatte Gretzkys vilja att vinna hockeymatcher.
Under tiden fram till tillkännagivandet som Coyotes nya coach skrev ett antal framstående kontraktslösa spelare på för Phoenix, bland annat Brett Hull, för att få en chans att spela under Gretzkys ledning. Han gjorde sin debut som coach den 5 oktober 2005 i Phoenix öppningsmatch säsongen 2005/2006 mot Vancouver Canucks, en match som Vancouver vann med 3–2. Gretzkys första vinst som NHL-coach kom tre dagar senare då man vann mot Minnesota Wild med 2–1.
Efter att hans mor insjuknat i lungcancer tog Gretzky en paus på obestämd tid den 17 december 2005 för att ta hand om henne. Under tiden Gretzky var frånvarande hade den assisterande coachen Rick Tocchet hand om laget. Olyckligtvis dog modern två dagar senare, den 19 december 2005. Gretzky återvände som huvudcoach den 28 december samma år.
United States Hockey Hall of Fame instiftade 1999 "Wayne Gretzky International Award" för att hedra internationella individer som har gjort stora bidrag till ishockeyns tillväxt och framsteg i USA. 
I juni 2006 meddelade Coyotes VD Jeff Shumway att Gretzky skrivit på ett nytt femårskontrakt som huvudcoach och att laget anställt den svenska före detta NHL-spelaren Ulf Samuelsson som assisterande coach. 
Den 24 september 2009 tillkännagav Gretzky att han ämnade bryta sitt kontrakt och därmed sluta som tränare för Phoenix.

### Vinter-OS
Gretzky var general manager för det kanadensiska herrishockeylaget under Olympiska vinterspelen 2002 i Salt Lake City. Efter att Kanada inlett turneringen på ett tämligen svagt sätt med en vinst, en förlust och en oavgjord match gjorde Gretzky ett våldsamt utspel mot media under en presskonferens efter 3–3-matchen mot Tjeckien den 18 februari. Gretzky ansåg att media varit onödigt kritiska mot det kanadensiska hockeylandslaget och anklagade amerikanska journalister för att ha spridit falska rykten om osämja och meningsskiljaktigheter i Kanadas omklädningsrum. Det senare ansåg han vara "amerikansk propaganda" och han sa att den amerikanska hockeypubliken "älskar att vi inte gör bra ifrån oss". Gretzky kritiserade också det negativa rykte som Kanada påstods ha bland de övriga landslagen. På internet hävdade vissa amerikanska hockeyfans att Gretzky var en "lipsill" medan andra trodde att han, likt Gretzkys förre coach Glen Sather ibland gjorde, försökte få bort fokus och pressen från sina spelare.
Kanada kom senare att vinna guld efter en finalvinst med 5–2 mot USA på dagen 50 år efter att landet tog sitt senaste OS-guld i ishockey. I efterhand sågs Gretzkys utbrott mot media som en sporre för det kanadensiska laget i jakten på guldmedaljen.
Under de Olympiska vinterspelen i Turin 2006 agerade Gretzky återigen general manager för Kanadas ishockeylandslag. Kanada klarade inte av att upprepa succén från fyra år tidigare utan blev utslagna redan i kvartsfinalen. Inför Ishockey-VM 2005 blev Gretzky återigen tillfrågad att ta hand om laget men han avböjde då på grund av sin mors dåliga hälsa.

### Heritage Classic
Gretzky hade sagt att han inte skulle delta i några uppvisningsmatcher efter sin NHL-karriär men den 22 november 2003 gjorde han ett undantag. För att fira att Edmonton Oilers varit ett NHL-lag i 25 år spelades matchen mellan Edmonton Oilers och Montreal Canadiens, som första NHL-match någonsin, utomhus på Commonwealth Stadium i Edmonton. Matchen, som kom att kallas Heritage Classic spelades inför en rekordstor publik på 57 167 personer och flera miljoner såg matchen på TV. Innan matchen spelade ett veteranlag med gamla Oilersspelare (inklusive Wayne Gretzky och Mark Messier) mot ett veteranlag av gamla spelare från Montreal Canadiens (med bland andra Guy Lafleur) en uppvisningsmatch som slutade 2–0 till Edmonton-laget. NHL-matchen vanns av Montreal med 4–3. Matchen släpptes senare på DVD.

## Vid sidan av ishockeyn
Wayne Gretzky är den äldste av fem barn till Walter Gretzky (1938–2021) och hans fru Phyllis (född Hockin, 1941–2005). Familjen försörjdes av Walter som arbetade som installatör och kabelreparatör för telefonoperatören Bell Canada. Fadern Walter, som spelade ishockey även i sin ungdom, nådde viss berömmelse på senare år som filantrop och hade även smeknamnet "Hela nationens hockeypappa."

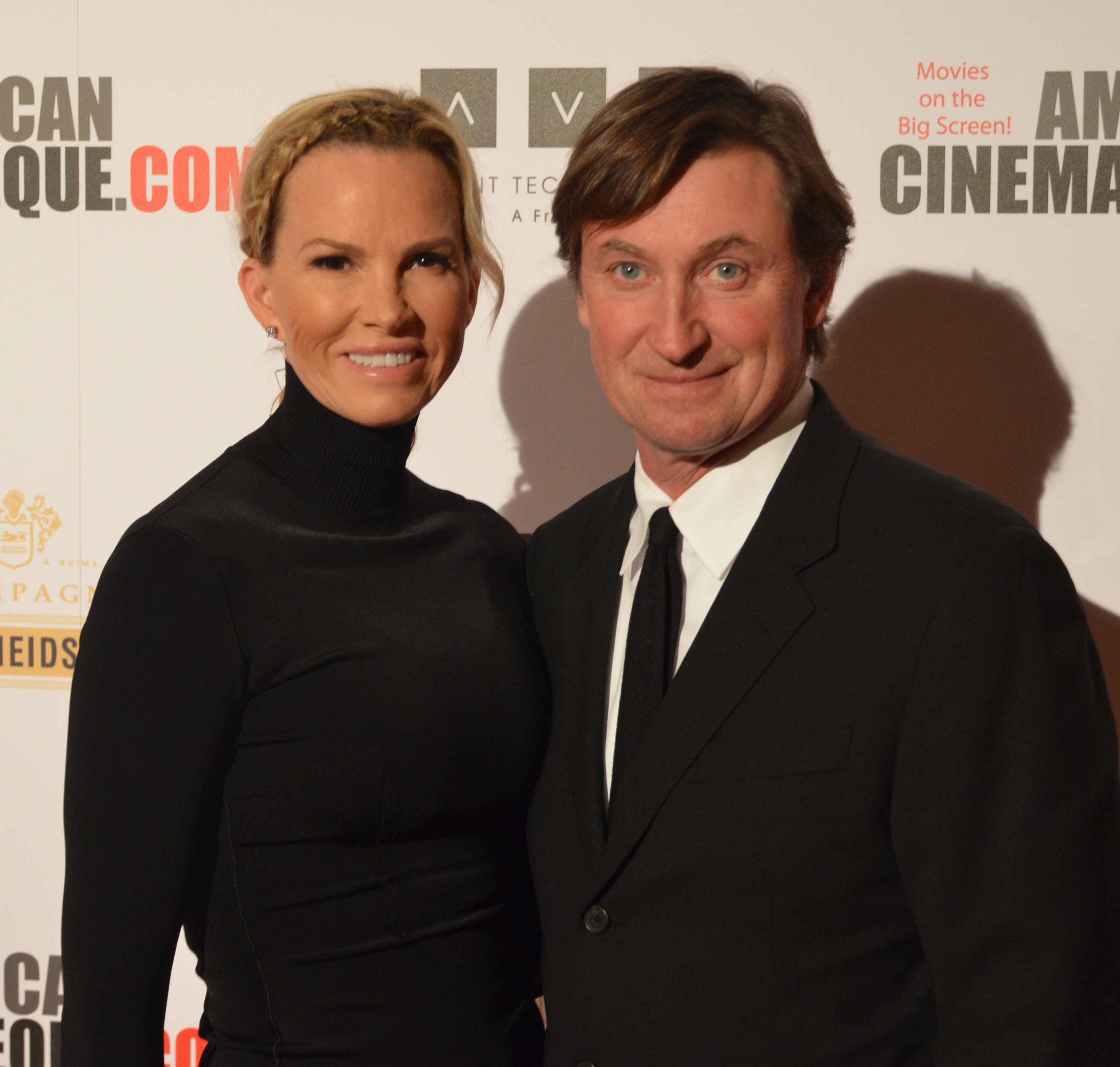
Janet och Wayne Gretzky.

Gretzky är sedan den 17 juli 1988 gift med den amerikanska skådespelerskan Janet Jones. De träffades för första gången 1984 när Gretzky var domare i TV-programmet Dance Fever, ett program där amatördansare tävlar mot varandra, och Janet var en av de tävlande. De träffades återigen på en basketmatch med Los Angeles Lakers 1987; de träffades allt oftare och gifte sig ett år senare. Bröllopet direktsändes i TV och var en stor händelse i Kanada; Gretzky påstås ha lagt drygt en miljon dollar på kalaset. De har fem barn tillsammans, Paulina (f. 19 december 1988), Ty Robert (f. 9 juli 1990), Trevor Douglas (f. 14 september 1992), Tristan Wayne (f. 2 augusti 2000) och Emma Marie (f. 28 mars 2003).  Under säsongen 2005/2006 bodde Ty med Wayne i Arizona medan de övriga barnen bodde hos Janet i familjens hus i Thousand Oaks i södra Kalifornien. Sedan april 2022 är Gretzky svärfar till golfspelaren Dustin Johnson som då gifte sig med Gretzkys dotter Paulina Gretzky.
Under sin aktiva karriär gjorde Gretzky reklam för ett stort antal produkter, bland annat jeans, frukostflingor, godis, klockor, Upper Deck hockeybilder såväl som för stora företag som Nike, Coca-Cola och McDonald's. Enligt Forbes tjänade Gretzky 93,8 miljoner dollar mellan åren 1990 och 1998 i reklamintäkter.
Gretzky är sedan 1991 delägare i Toronto Argonauts som spelar kanadensisk fotboll i CFL. Han har varit programledare för humorprogrammet Saturday Night Live (den enda hockeyspelaren som varit det) och har medverkat i en tecknad serie kallad ProStars tillsammans med Michael Jordan och Bo Jackson.
Gretzkys klassiska Jofa-hjälm som han bar under hela karriären är idag ett samlarobjekt. Par i nior i poker kallas ofta för "en Gretzky".

### Vadslagningskontroversen
Den 7 februari 2006 uppdagades det att Coyotes assisterande coach Rick Tocchet varit inblandad i vadslagning. Det påstods att han tagit emot vad från NHL-spelare, Gretzkys fru Janet Jones och Coyotes general manager Michael Barnett. Den senare medgav att han hade satsat pengar på Super Bowl XL tillsammans med Tocchet. Ett uttalande från Gretzky löd: "I did nothing wrong, or nothing that has to do with anything along the lines of betting; that never happened... I'll say it one more time: I didn't bet, didn't happen, not going to happen, never will happen, hasn't happened, not something I've done." En tidning från New Jersey hävdade att New Jersey-polisen hade ett band med inspelade telefonsamtal mellan Gretzky och Tocchet. Enligt källan fanns det inga bevis på att Gretzky skulle ha placerat några vad men polisen undersökte om han gjort det genom sin fru. En annan källa bekräftade att telefonsamtalsupptagningen existerade efter att polisen förhört Gretzkys fru. Den 16 februari 2006 tillkännagavs det dock att varken Gretzky eller hans fru skulle åtalas.
Den 3 augusti erkände före detta polismannen James Harney att han hade haft en vadslagningsfirma tillsammans med Rick Tocchet och att han skulle samarbeta med polisen under fortsatta utredningar i fallet. Han sa också att firman omsatt 1,7 miljoner dollar på 40 dagar innan Tocchet blivit arresterad i februari.

## Karriärsammanfattning

### NHL-rekord

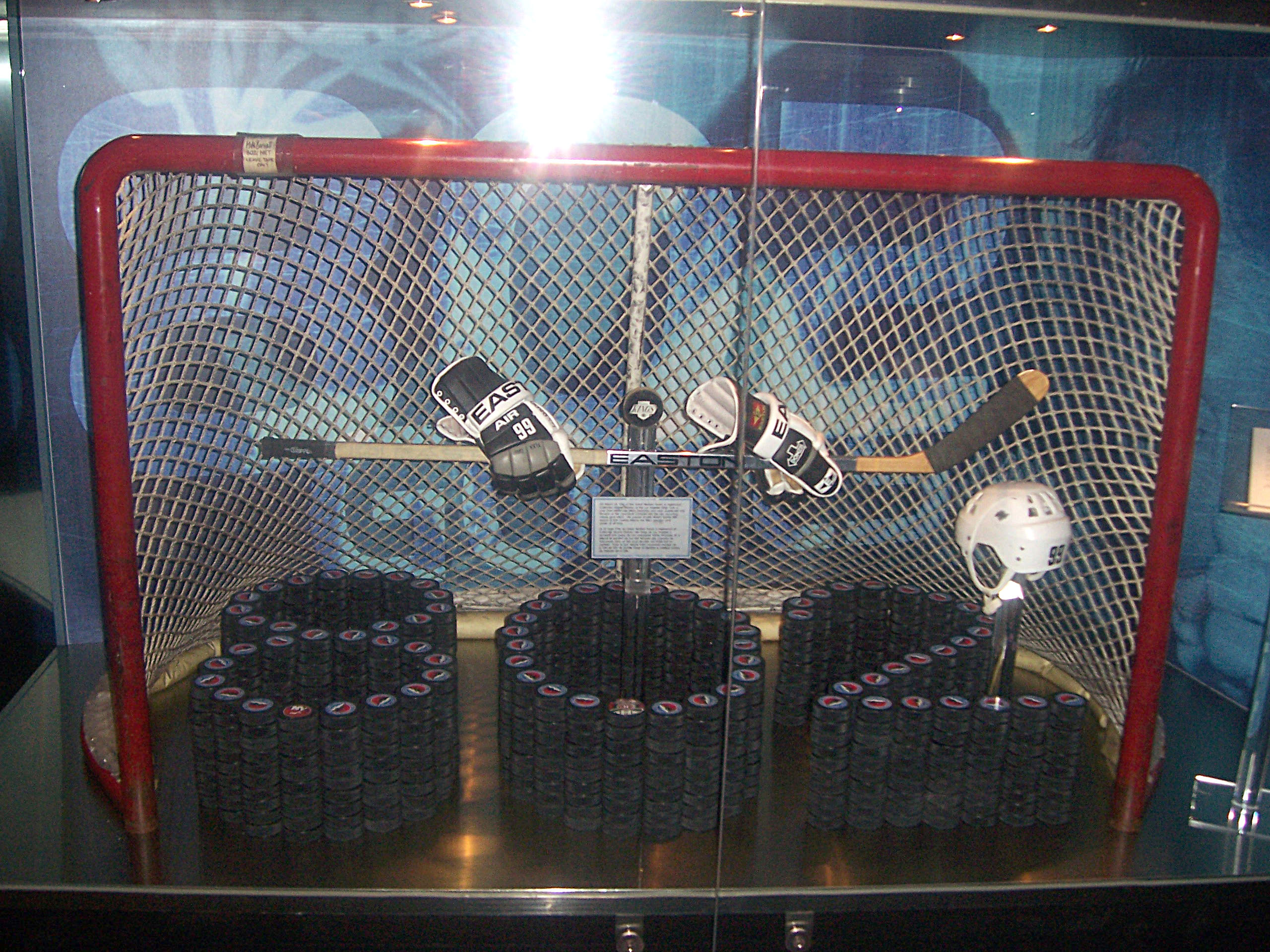
Utställning till minne av Gretzkys 802:a NHL-mål som gjorde honom till den främsta målskytten i NHL:s historia. Finns på Hockey Hall of Fame i Toronto.

Wayne Gretzky innehade 61 individuella NHL-rekord när han drog sig tillbaka den 18 april 1999, däribland 40 grundsäsongsrekord, 15 slutspelsrekord och 6 all-starrekord.
Han innehar bland annat grundsäsongsrekorden för flest gjorda mål under en säsong (92), flest assist under en säsong (163) och mest poäng under en säsong (215). Gretzky har också rekordet för först till 50 mål under en säsong (39 matcher) och flest gjorda mål under en period på 50 matcher (61 st, vilket han lyckades med två gånger). Under säsongen 1983/1984 gjorde han poäng i 51 raka matcher då han gjorde 61 mål och 92 assist (totalt 153 poäng).
Bland slutspelsrekorden innehar han bland annat rekordet för antal poäng under ett slutspel (47, från 1985) och flest assist under ett slutspel (31 st, från 1988). Han har rekorden i antal gjorda slutspelsmål (122), assist (260), poäng (382), hat-trick (10) och matchvinnande mål (24).
Gretzky har rekordet för flest assist (1963), poäng (2857) och hat-tricks (50) under grundsäsongen i karriären. Han har gjort fler assist än någon annan spelare har gjort poäng, närmast Gretzky kommer tjecken Jaromír Jágr.  Gretzkys totala poängskörd i grundsäsong och slutspel hamnar på hela 3239 poäng (1016 mål och 2223 assist) på 1695 matcher.
I April 2025 slogs ett av hans "omöjliga" rekord, flest antal mål 894 st, av Alexandr Ovetjkin som gjorde det historiska 895e målet, framför ögon på just The Great One.

### Utmärkelser
Gretzky vann nio Hart Trophies, utmärkelsen för "NHL:s värdefullaste spelare (MVP)" och åtta av dessa utdelades i sträck mellan åren 1980-1987. Han har fler "mest värdefulla spelare"-utmärkelser än någon annan nordamerikan oavsett sport.
- IIHF Team of the Century - 2008
- Hart Memorial Trophy (värdefullaste spelare) – 1980, 1981, 1982, 1983, 1984, 1985, 1986, 1987, 1989
- Art Ross Trophy (flest poäng) – 1981, 1982 ,1983 ,1984, 1985, 1986, 1987, 1990, 1991, 1994
- Conn Smythe Trophy (slutspelets värdefullaste spelare) – 1985, 1988
- Lester B. Pearson Award (bästa spelare, röstas av spelarna) – 1982, 1983, 1984, 1985, 1987
- Lady Byng Memorial Trophy (störst sportsliga och gentlemannamässiga uppträdande) – 1980, 1991, 1992, 1994, 1999
- NHL Plus/Minus Award (bästa plus-minus värdering) – 1982, 1984, 1985, 1987
- Chrysler-Dodge/NHL Performer of the Year – 1985, 1986, 1987
- Lester Patrick Trophy (enastående hjälp till utvecklingen av ishockey i USA) – 1994
- NHL All-Star Game MVP – 1983, 1989, 1999
- NHL First All-Star Team – 1981, 1982, 1983, 1984, 1985, 1986, 1987, 1991
- NHL First All-Star Team – 1980, 1988, 1989, 1990, 1994, 1997, 1998
- År 1998 rankades han som nummer 1 i tidningen The Hockey News' lista över de 100 bästa hockeyspelarna.

### Internationell karriär
Gretzky spelade för Kanada i:
- JVM i ishockey 1978 (brons)
- Canada Cup i ishockey 1981 (silver)
- VM i ishockey 1982 (brons)
- Canada Cup i ishockey 1984 (guld)
- Canada Cup i ishockey 1987 (guld)
- Canada Cup i ishockey 1991 (guld)
- World Cup i ishockey 1996 (silver)
- Olympiska vinterspelen 1998 (ingen medalj)

### Statistik
Siffror i fet kursiverad stil är NHL-rekord.
PP = Powerplaymål; BP = Boxplaymål; MVM = Matchvinnande mål

### Klubblagskarriär
| 1975–76 | Vaughan Nationals           | OHA-B | 28   | 27  | 33   | 60   | 7   | —    | —   | —  | —  | —   | —   | —   | —   | —  |
| 1976–77 | Seneca Eagles               | OHA-B | 32   | 36  | 36   | 72   | 35  | —    | —   | —  | —  | 23  | 40  | 35  | 75  | —  |
| 1976–77 | Peterborough Petes          | OMJHL | 3    | 0   | 3    | 3    | 0   | —    | —   | —  | —  | —   | —   | —   | —   | —  |
| 1977–78 | Sault Ste. Marie Greyhounds | OMJHL | 64   | 70  | 112  | 182  | 14  | —    | —   | —  | —  | —   | —   | —   | —   | —  |
| 1978–79 | Indianapolis Racers         | WHA   | 8    | 3   | 3    | 6    | 0   | —    | —   | —  | —  | —   | —   | —   | —   | —  |
| 1978–79 | Edmonton Oilers             | WHA   | 72   | 43  | 61   | 104  | 19  | —    | —   | —  | —  | 13  | 10  | 10  | 20  | 2  |
| 1979–80 | Edmonton Oilers             | NHL   | 79   | 51  | 86   | 137  | 21  | +15  | 13  | 1  | 6  | 3   | 2   | 1   | 3   | 0  |
| 1980–81 | Edmonton Oilers             | NHL   | 80   | 55  | 109  | 164  | 28  | +41  | 15  | 4  | 3  | 9   | 7   | 14  | 21  | 4  |
| 1981–82 | Edmonton Oilers             | NHL   | 80   | 92  | 120  | 212  | 26  | +81  | 18  | 6  | 12 | 5   | 5   | 7   | 12  | 8  |
| 1982–83 | Edmonton Oilers             | NHL   | 80   | 71  | 125  | 196  | 59  | +60  | 18  | 6  | 9  | 16  | 12  | 26  | 38  | 4  |
| 1983–84 | Edmonton Oilers             | NHL   | 74   | 87  | 118  | 205  | 39  | +76  | 20  | 12 | 11 | 19  | 13  | 22  | 35  | 12 |
| 1984–85 | Edmonton Oilers             | NHL   | 80   | 73  | 135  | 208  | 52  | +98  | 8   | 11 | 7  | 18  | 17  | 30  | 47  | 4  |
| 1985–86 | Edmonton Oilers             | NHL   | 80   | 52  | 163  | 215  | 46  | +71  | 11  | 3  | 6  | 10  | 8   | 11  | 19  | 2  |
| 1986–87 | Edmonton Oilers             | NHL   | 79   | 62  | 121  | 183  | 28  | +70  | 13  | 7  | 4  | 21  | 5   | 29  | 34  | 6  |
| 1987–88 | Edmonton Oilers             | NHL   | 64   | 40  | 109  | 149  | 24  | +39  | 9   | 5  | 3  | 19  | 12  | 31  | 43  | 16 |
| 1988–89 | Los Angeles Kings           | NHL   | 78   | 54  | 114  | 168  | 26  | +15  | 11  | 5  | 5  | 11  | 5   | 17  | 22  | 0  |
| 1989–90 | Los Angeles Kings           | NHL   | 73   | 40  | 102  | 142  | 42  | +8   | 10  | 4  | 4  | 7   | 3   | 7   | 10  | 0  |
| 1990–91 | Los Angeles Kings           | NHL   | 78   | 41  | 122  | 163  | 16  | +30  | 8   | 0  | 5  | 12  | 4   | 11  | 15  | 2  |
| 1991–92 | Los Angeles Kings           | NHL   | 74   | 31  | 90   | 121  | 34  | -12  | 12  | 2  | 2  | 6   | 2   | 5   | 7   | 2  |
| 1992–93 | Los Angeles Kings           | NHL   | 45   | 16  | 49   | 65   | 6   | +6   | 0   | 2  | 1  | 24  | 15  | 25  | 40  | 4  |
| 1993–94 | Los Angeles Kings           | NHL   | 81   | 38  | 92   | 130  | 20  | -25  | 14  | 4  | 0  | —   | —   | —   | —   | —  |
| 1994–95 | Los Angeles Kings           | NHL   | 48   | 11  | 37   | 48   | 6   | -20  | 3   | 0  | 1  | —   | —   | —   | —   | —  |
| 1995–96 | Los Angeles Kings           | NHL   | 62   | 15  | 66   | 81   | 32  | -7   | 5   | 0  | 2  | —   | —   | —   | —   | —  |
| 1995–96 | St. Louis Blues             | NHL   | 18   | 8   | 13   | 21   | 2   | -6   | 1   | 1  | 1  | 13  | 2   | 14  | 16  | 0  |
| 1996–97 | New York Rangers            | NHL   | 82   | 25  | 72   | 97   | 28  | +12  | 6   | 0  | 2  | 15  | 10  | 10  | 20  | 2  |
| 1997–98 | New York Rangers            | NHL   | 82   | 23  | 67   | 90   | 28  | -11  | 6   | 0  | 4  | —   | —   | —   | —   | —  |
| 1998–99 | New York Rangers            | NHL   | 70   | 9   | 53   | 62   | 14  | -23  | 3   | 0  | 3  | —   | —   | —   | —   | —  |
|         | Totalt                      | NHL   | 1487 | 894 | 1963 | 2857 | 577 | +518 | 204 | 73 | 91 | 208 | 122 | 260 | 382 | 66 |

### Internationellt
| År     | Lag           | Turnering       |    | Matcher | Mål | Assists | Poäng | Utv. |
| ------ | ------------- | --------------- | -- | ------- | --- | ------- | ----- | ---- |
| 1978   | Kanada        | JVM             | 6  | 8       | 9   | 17      | 2     |      |
| 1981   | Kanada        | Canada Cup      | 7  | 5       | 7   | 12      | 2     |      |
| 1982   | Kanada        | VM              | 10 | 6       | 8   | 14      | 0     |      |
| 1984   | Kanada        | Canada Cup      | 8  | 5       | 7   | 12      | 2     |      |
| 1987   | NHL All-Stars | Rendez-vous '87 | 2  | 0       | 4   | 4       | 0     |      |
| 1987   | Kanada        | Canada Cup      | 9  | 3       | 18  | 21      | 2     |      |
| 1991   | Kanada        | Canada Cup      | 7  | 4       | 8   | 12      | 2     |      |
| 1996   | Kanada        | WC              | 8  | 3       | 4   | 7       | 2     |      |
| 1998   | Kanada        | OS              | 6  | 0       | 4   | 4       | 2     |      |
| Totalt | Totalt        | Totalt          | 63 | 34      | 69  | 103     | 14    |      |

## Övrigt
Wayne Gretzky medverkar i TV-spelet NHL Slapshot (2010) till Wii.